# Новое Село-1
Новое Село-1 — деревня в Дзержинском сельском поселении Лужского района Ленинградской области.

## История
Впервые упоминается в писцовых книгах Шелонской пятины 1498 года, как село Новое на Луге, в Передольском погосте Новгородского уезда.
На карте Санкт-Петербургской губернии Ф. Ф. Шуберта 1834 года упоминается деревня Новое Село, состоящая из 30 крестьянских дворов.

НОВОЕ СЕЛО — деревня принадлежит: генерал-майорше Бегичевой, число жителей по ревизии: 59 м. п., 60 ж. п.

генерал-аншефу Обольянинову, число жителей по ревизии: 43 м. п., 46 ж. п.

надворному советнику Обольянинову, число жителей по ревизии: 12 м. п., 14 ж. п. (1838 год)

НОВОЕ СЕЛО — деревня господина Жеребцова, по просёлочной дороге, число дворов — 30, число душ — 100 м. п. (1856 год)

НОВОЕ СЕЛО — деревня казённая и владельческая при реке Луге, число дворов — 33, число жителей: 102 м. п., 93 ж. п.; Часовня православная. (1862 год)

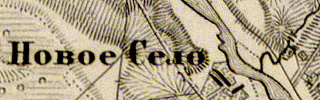
Деревня Новое Село-1 на карте 1863 года

Согласно карте из «Исторического атласа Санкт-Петербургской Губернии» 1863 года деревня называлась Новое Село.
В XIX веке деревня административно относилась к Передольской волости 2-го земского участка 1-го стана Лужского уезда Санкт-Петербургской губернии, в начале XX века — 4-го стана.
По данным «Памятной книжки Санкт-Петербургской губернии» за 1905 год, деревня называлась Новое Село-1-е и входила в Новосельское сельское общество.
С 1917 по 1924 год деревня находилась в составе Новосельского сельсовета Передольской волости Лужского уезда.
С февраля 1924 года, в составе Торошковского сельсовета.

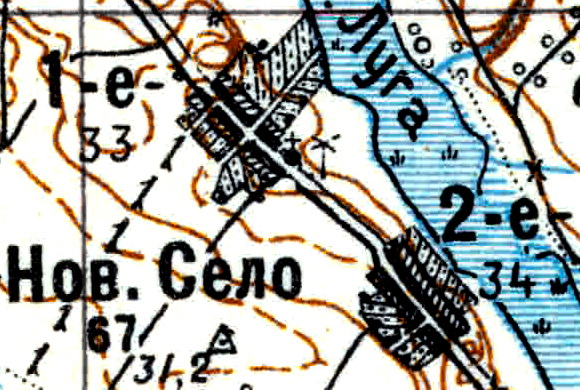
Деревня Новое Село-1 на карте 1926 года

Согласно топографической карте 1926 года деревня Новое Село-1-е была частью общей деревни Новое Село и насчитывала 33 двора. В деревне находилась часовня и ветряная мельница.
В 1928 году население деревни составляло 232 человека.
По данным 1933 года деревня Новое Село I входила в состав Торошковского сельсовета.
C 1 августа 1941 года по 31 января 1944 года деревня находилась в оккупации.
В 1958 году население деревни составляло 74 человека.
По данным 1966, 1973 и 1990 годов деревня Новое Село I, также входила в состав Торошковского сельсовета.
В 1997 году в деревне Новое Село I Торошковской волости проживали 20 человек, в 2002 году — 26 человек (все русские).
В 2007 году в деревне Новое Село-1 Дзержинского СП проживали 20 человек.

## География
Деревня расположена в юго-восточной части района на автодороге 41К-142 (Луга — Медведь).
Расстояние до административного центра поселения — 25 км.
Расстояние до ближайшей железнодорожной станции Луга — 26 км.
Деревня находится на левом берегу реки Луга.

## Демография
| 1838 | 1862 | 1928 | 1958 | 1997 | 2007 | 2010 |
| ---- | ---- | ---- | ---- | ---- | ---- | ---- |
| 234  | ↘195 | ↗232 | ↘74  | ↘20  | →20  | ↗29  |
| 2017 |      |      |      |      |      |      |
| ↘14  |      |      |      |      |      |      |

## Улицы
Главная.